# Le Val-Doré
Le Val-Doré ist eine französische Gemeinde mit 883 Einwohnern (Stand: 1. Januar 2022) im Département Eure in der Region Normandie. Sie gehört zum Arrondissement Évreux und zum Kanton Conches-en-Ouche sowie zum Gemeindeverband Pays de Conches. Die Einwohner werden Orvauxiens genannt.
Le Val-Doré wurde zum 1. Januar 2018 als Commune nouvelle aus den vormals eigenständigen Kommunen Le Fresne, Le Mesnil-Hardray und Orvaux gebildet.

## Gliederung
| Ortsteil                 | ehemaliger INSEE-Code | Fläche (km²) | Einwohnerzahl zum 1. Januar 2019 |
| ------------------------ | --------------------- | ------------ | -------------------------------- |
| Le Fresne                | 27268                 | 9,13         | 327                              |
| Le Mesnil-Hardray        | 27402                 | 4,84         | 069                              |
| Orvaux (Verwaltungssitz) | 27447                 | 6,20         | 502                              |

## Geografie
Le Val-Doré liegt etwa 15 Kilometer südwestlich von Évreux zwischen den Flüssen Roulou und Iton. Umgeben wird Le Val-Doré von den Nachbargemeinden La Croisille und Champ-Dolent im Norden, Gaudreville-la-Rivière im Norden und Nordosten, Les Ventes im Osten, Sylvains-Lès-Moulins im Osten und Südosten, Nogent-le-Sec im Süden, Nagel-Séez-Mesnil im Westen und Südwesten, Conches-en-Ouche im Westen und Nordwesten sowie Saint-Élier im Nordwesten.

## Sehenswürdigkeiten
- Kirche Saint-Léonard in Le Fresne
- Kirche Notre-Dame in Le Mesnil-Hardray, Monument historique seit 1953
- Kirche Notre-Dame in Orvaux

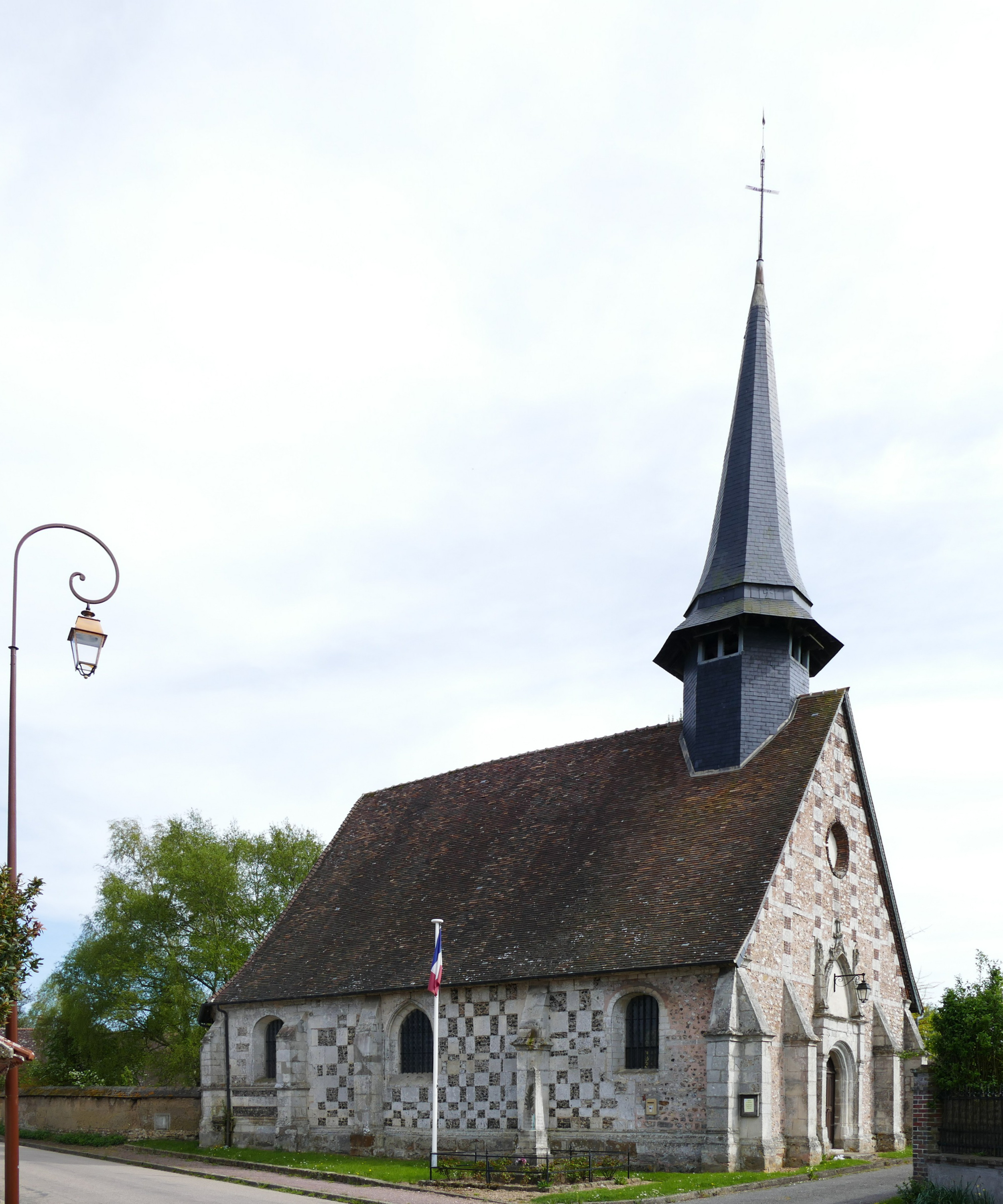
Kirche Saint-Léonard
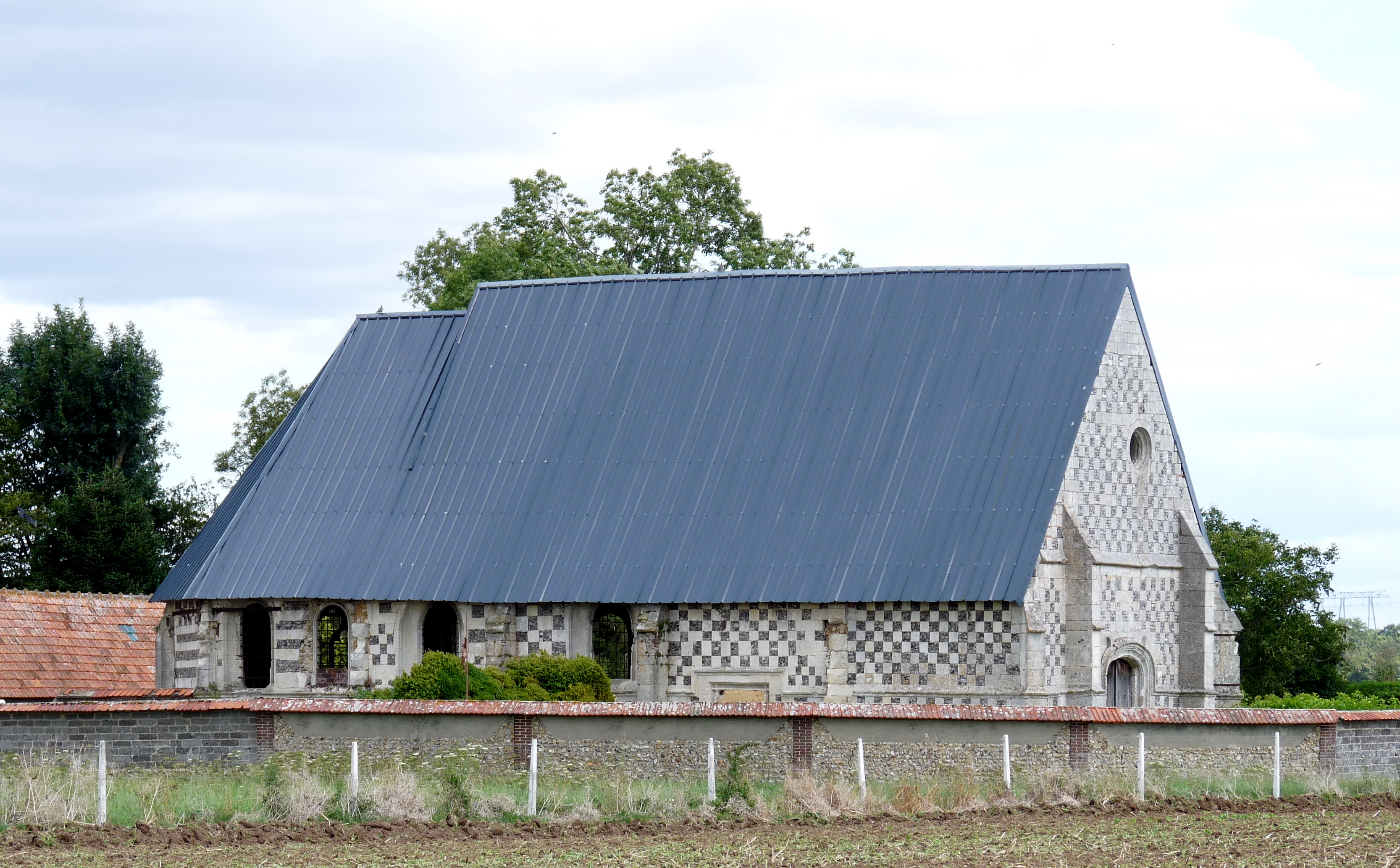
Kirche Notre-Dame in Le Mesnil-Hardray
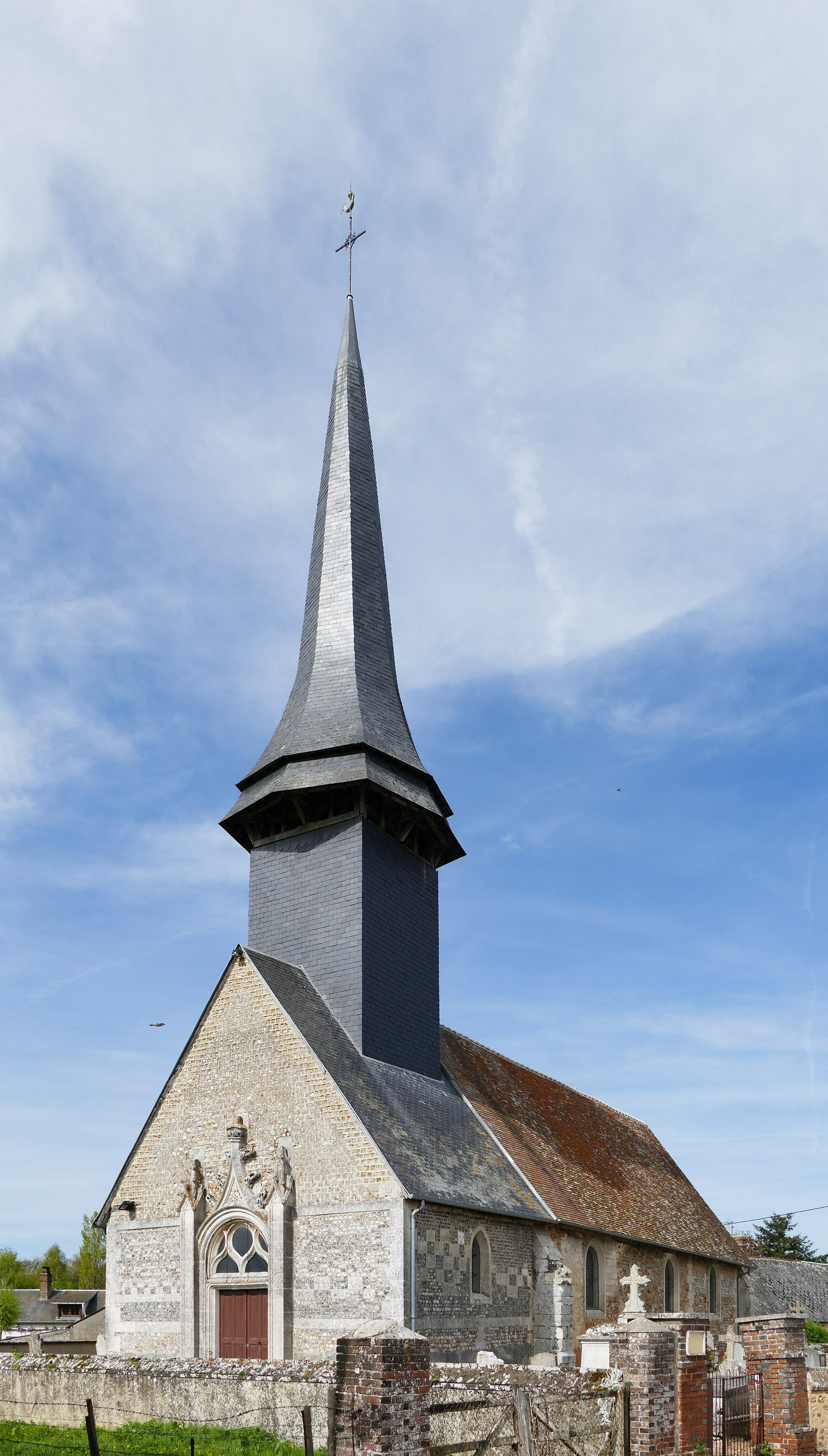
Kirche Notre-Dame in Orvaux